# Clivina morula
Clivina morula är en skalbaggsart som beskrevs av Leconte 1857. Clivina morula ingår i släktet Clivina och familjen jordlöpare. Inga underarter finns listade i Catalogue of Life.